# Fosièiras
Fosièiras (en francès Fozières) és un municipi occità del LLenguadoc situat al departament de l'Erau, a la regió d'Occitània.